# Szach Kupal
Szach Kupal (pers. شاخ كوپال) – wieś w południowym Iranie, w Chuzestanie. W 2006 roku miejscowość liczyła 327 mieszkańców w 62 rodzinach.